# Notre-Dame-de-Bondeville
Notre-Dame-de-Bondeville ist eine französische Gemeinde mit 7004 Einwohnern (Stand: 1. Januar 2022) im Département Seine-Maritime in der Region Normandie; sie gehört zum Arrondissement Rouen und ist der Hauptort des Kantons Notre-Dame-de-Bondeville. Die Einwohner werden Bondevillais(es) genannt.

## Geographie
Notre-Dame-de-Bondeville liegt etwa sechs Kilometer nordwestlich von Rouen. Durch die Gemeinde fließt der Cailly. Umgeben wird Notre-Dame-de-Bondeville von den Nachbargemeinden Le Houlme im Norden, Houppeville im Nordosten und Osten, Mont-Saint-Aignan im Südosten, Déville-lès-Rouen im Süden, Maromme im Südwesten und Saint-Jean-du-Cardonnay im Nordwesten.
Die Route nationale 27 führt durch Notre-Dame-de-Bondeville.

## Geschichte
1150 wurde hier ein kleines Priorat des Zisterzienserordens gegründet.

### Einwohnerentwicklung
| 1962 | 1968 | 1975 | 1982 | 1990 | 1999 | 2006 | 2011 | 2020 |
| ---- | ---- | ---- | ---- | ---- | ---- | ---- | ---- | ---- |
| 4446 | 5796 | 6336 | 6727 | 7584 | 7652 | 7239 | 7024 | 6966 |

## Sehenswürdigkeiten
- Kirche Notre-Dame
- Seilereimuseum (Musée industriel de la corderie Vallois)

## Gemeindepartnerschaft
Mit der portugiesischen Gemeinde Riachos im Distrikt Santarem besteht eine Partnerschaft.

## Persönlichkeiten
- Christian Nourrichard (* 1948), Bischof von Évreux